# Hypatius
Hypatius (Grieks: Ὑπάτιος, ? - 532) was een Byzantijnse edelman van keizerlijke afkomst die bevelhebber was in het oosten van het rijk onder keizer Justinus I en die tijdens het Nika-oproer door de menigte werd verkozen tot basileus (keizer) in plaats van Justinianus I. 

## Leven
Hypatius was de neef van keizer Anastasius I, die regeerde vóór Justinus en was door zijn huwelijk verbonden met de adellijke Anicii-clan, waardoor hij een belangrijke claim kon leggen op het keizerlijk diadeem. Hypatius had echter niet zulke hoge ambities. Hij en de andere neven van Anastasius I werden goed behandeld door zowel Justinus als zijn opvolger Justinianus I.
Op het hoogtepunt van de Nika-opstand werden Hypatius en zijn broers Pompeius en Probus (een andere neef van Anastasius I) gezien als de belangrijkste kandidaten voor de keizerlijke troon. Toen duidelijk werd dat de menigte een nieuwe keizer wilde, ontvluchtte Probus de stad en zochten Hypatius en Pompeius samen met de rest van de Byzantijnse Senaat onderdak in het keizerlijk paleis. Ze wilden niet meedoen aan de opstand uit angst te weinig steun te krijgen onder de bevolking.
Justinianus vreesde echter verraad en gooide de Senaat het paleis uit waardoor de beide broers in handen van de menigte werden gedreven. Hypatius werd, ondanks pogingen van zijn vrouw om dit te voorkomen, weggesleept uit zijn huis en vervolgens in het Hippodroom door de joelende menigte tot keizer uitgeroepen. Hypatius lijkt daarop zijn aanvankelijke aarzeling te hebben overwonnen en begon daarop zijn rol als keizer aan te nemen.
De opstand werd echter al snel met succes (en met veel bloedvergieten) onderdrukt door de keizerlijke garde waarbij Hypatius werd gevangengenomen door de mannen van Justinianus. Justinianus zou daarbij het leven van Hypatius hebben willen sparen, maar zijn vrouw Theodora drong er bij hem op aan om de bestraffing uit te voeren, waarop de onvrijwillige opstandeling, samen met zijn broer Pompeius, werd geëxecuteerd. Hun lichamen werden in zee geworpen.